# Pteropera pillaulti
Pteropera pillaulti är en insektsart som beskrevs av Donskoff 1981. Pteropera pillaulti ingår i släktet Pteropera och familjen gräshoppor. Inga underarter finns listade i Catalogue of Life.